# XIII – Die Verschwörung
XIII – Die Verschwörung (Originaltitel: XIII) ist ein zweiteiliger französisch-kanadischer Fernsehfilm aus dem Jahr 2008 mit Val Kilmer und Stephen Dorff in den Hauptrollen. Regie führte Duane Clark. Die Inszenierung basiert auf der Comic-Serie XIII von Jean Van Hamme und William Vance und dient als Pilot für die 2011 unter dem identischen Titel gestartete Serie XIII – Die Verschwörung. Produziert wurde der Fernsehfilm von Prodigy Pictures und Cipango Films.

## Handlung
Während ihrer Rede zum Unabhängigkeitstag wird die erste Präsidentin der Vereinigten Staaten von einer Kugel tödlich getroffen. Der Attentäter kann nur knapp entkommen. Drei Monate später findet ein älteres Ehepaar im Wald einen verletzten Mann. Er kann sich an nichts mehr erinnern, nicht einmal an seinen Namen. Einziger Hinweis auf seine Identität ist die Tätowierung „XIII“ an seinem Hals. Und bald stellt sich heraus, dass er eine professionelle Kampfausbildung durchlaufen haben muss. Er verfügt nicht nur über blitzartige Reflexe, sondern auch über einen ausgesprochenen Killerinstinkt.
Über eine Chipkarte, die in seiner Uhr verborgen war, versucht er mehr zu erfahren. Jedoch führt diese nur seine Verfolger auf seine Spur. Das ältere Ehepaar, das ihn versorgt hat, wird von einer uniformierten Einheit eliminiert. Der Mann ohne Identität flieht mit einem Wagen der Mörder. Darin findet er ein Foto, das ihn und eine Frau zeigt. Er macht den Fotoladen ausfindig, bei dem der Abzug gemacht wurde, und erfährt, dass die Frau auf dem Bild Kim Rowland heißt. Alles deutet darauf hin, dass der Mann ohne Identität ihr Mann Steven Rowland ist. Er wird als Mörder der Präsidentin gesucht.
Letztlich kommt aber eine andere Wahrheit ans Licht. Der Unbekannte ist nicht Steven Rowland, sondern hat nur nach einer Gesichtsoperation dessen Identität angenommen, um eine Verschwörung gegen den Staat aufzudecken. Eigentlich heiße er Ross Tanner, seine eigene Familie sei bei einem Terroranschlag ums Leben gekommen. Tanner entlarvt die Verschwörer und verhindert am Wahltag ein Atombombenattentat in Maryland. Der Gruppe der Verschwörer gehören höchste Regierungsbeamte an. Tanner wird nach Japan gebracht und soll eine weitere Gesichtsoperation erhalten.
Zuletzt stellt sich heraus, dass der neu gewählte Präsident, Bruder der ermordeten Präsidentin, der oberste Drahtzieher war, und dass die Fotos von Tanners angeblicher Familie Fälschungen waren. Die wahre Identität Tanners ist nur dem Mann bekannt, der ihn rekrutierte. Dieser wiederum ist völlig anonym. Tanner beginnt an allem zu zweifeln, auch die Aufdeckung der Verschwörung kommt ihm im Nachhinein zu leicht vor und er beschließt, zurückzukehren.

## Veröffentlichung
Die französische Erstausstrahlung war am 6. und 13. Oktober 2008 bei Canal+, in Deutschland erschien der Zweiteiler direkt auf DVD und wurde ab April 2010 mehrmals bei 13th Street ausgestrahlt. In den USA lief der Film im Fernsehen, im Januar 2010 auch bei ATV Österreich.

## Kritiken
„Verschwörungstheorie-Thriller auf der Grundlage eines französischen Comics, der solide Spannung aufbaut, zum Ende aber merklich ausfasert.“

„Starbesetzte Fernsehproduktion, die eine konventionelle Story spannend aufpeppt.“